# 히로세정 (야마구치현)
히로세정(広瀬町)은 야마구치현 구가군에 설치된 정이다. 

## 역사
- 1889년 4월 1일 -정촌제 시행에 의해 구가군 히로세촌이 성립하였다.
- 1940년 11월 3일 - 정으로 승격해 히로세정이 되었다.
- 1955년 4월 1일 - 후카스촌, 다카네촌과 합병해, 니시키정이 성립, 동일 히로세정은 폐지되었다.

## 교통

### 도로
- 국도 제2호선

## 참고문헌
- 角川日本地名大辞典 35 山口県